# Дарока
Дарока (ісп. Daroca) — місто і муніципалітет в Іспанії, у складі автономної спільноти Арагон, у провінції Сарагоса. Населення — 2300 осіб (2010).
Місто розташоване на відстані близько 210 км на північний схід від Мадрида, 75 км на південний захід від Сарагоси.

## Демографія
Динаміка населення (INE ):

## Галерея зображень

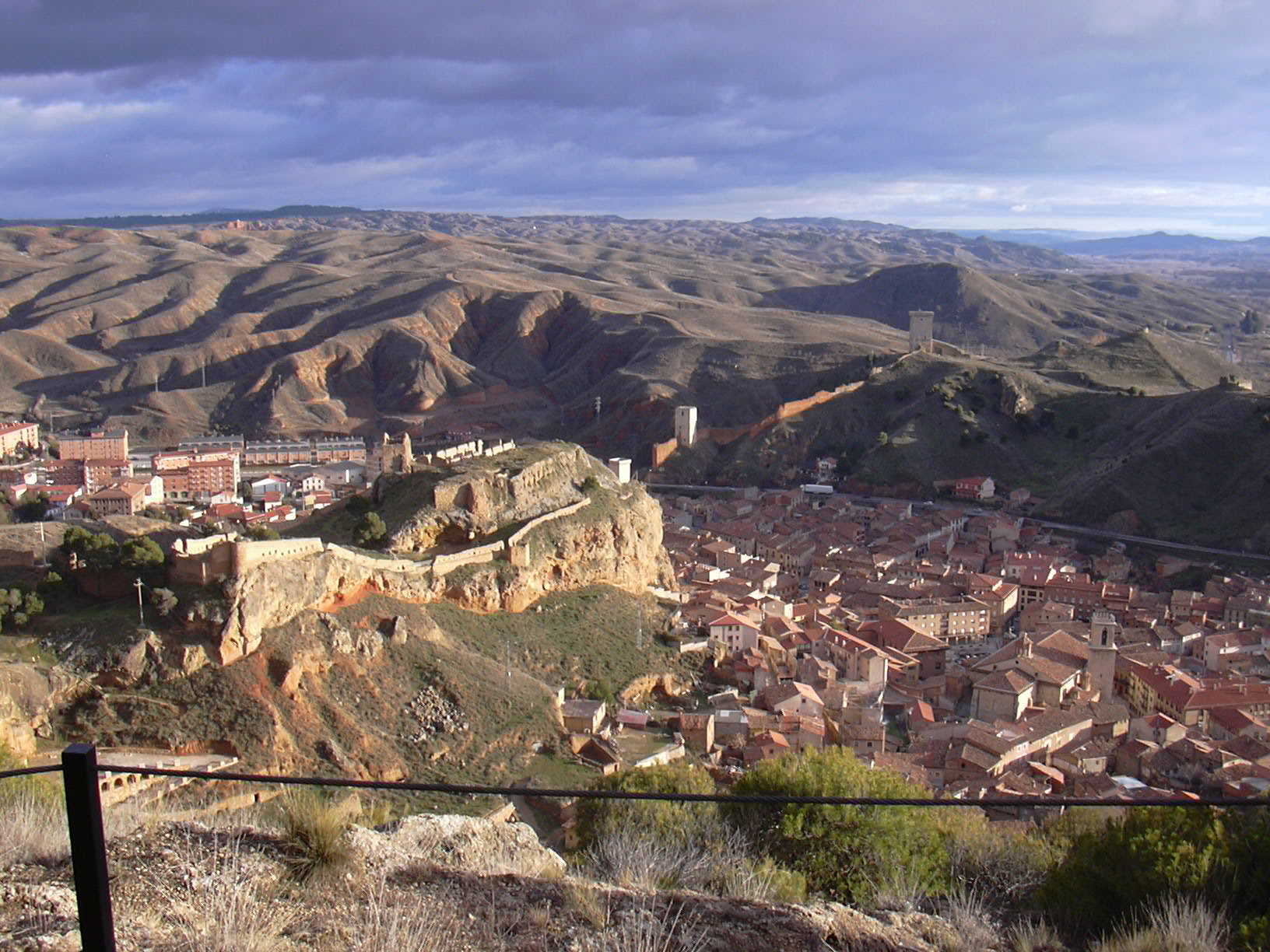
Дарока
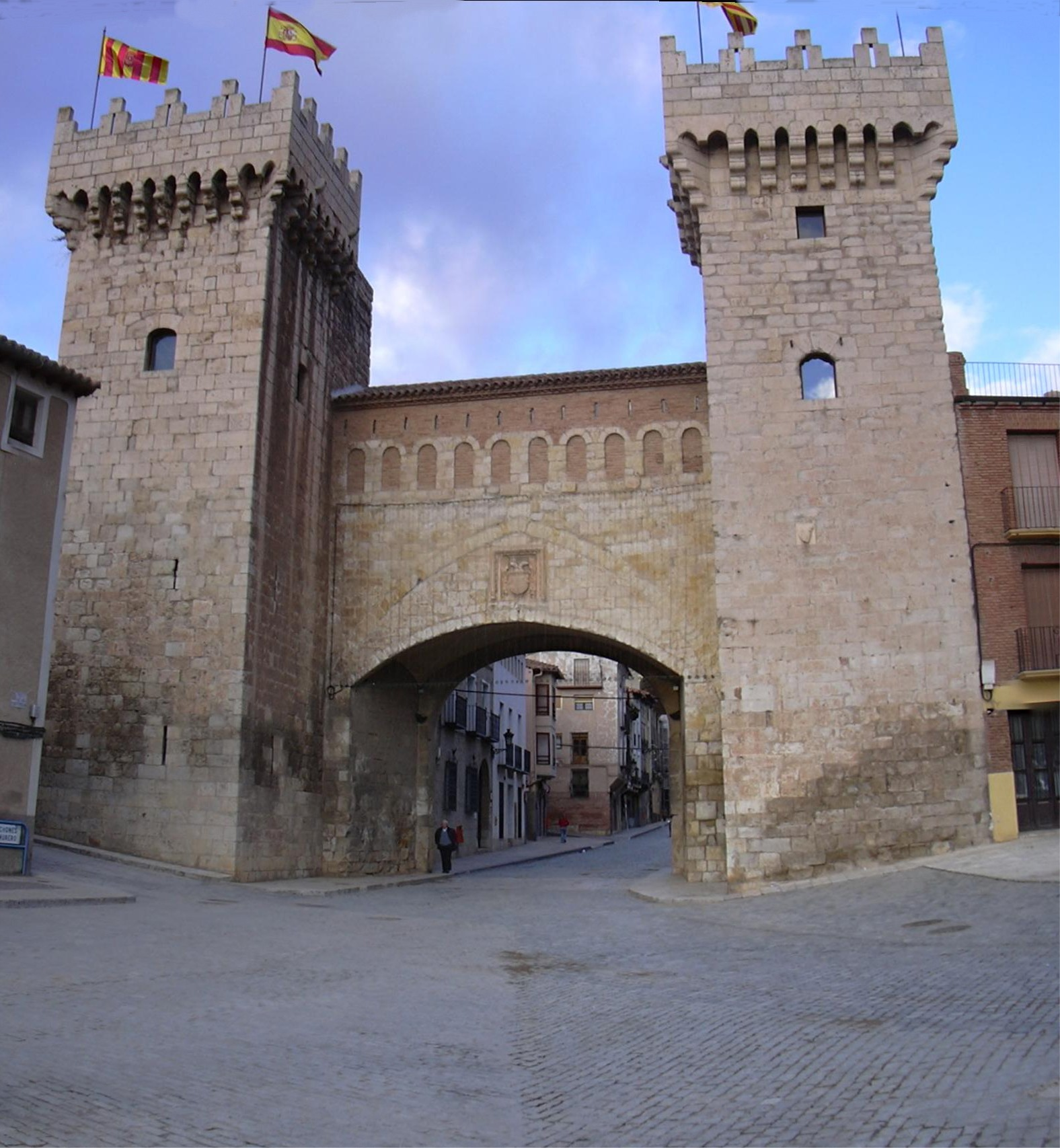
Міська брама
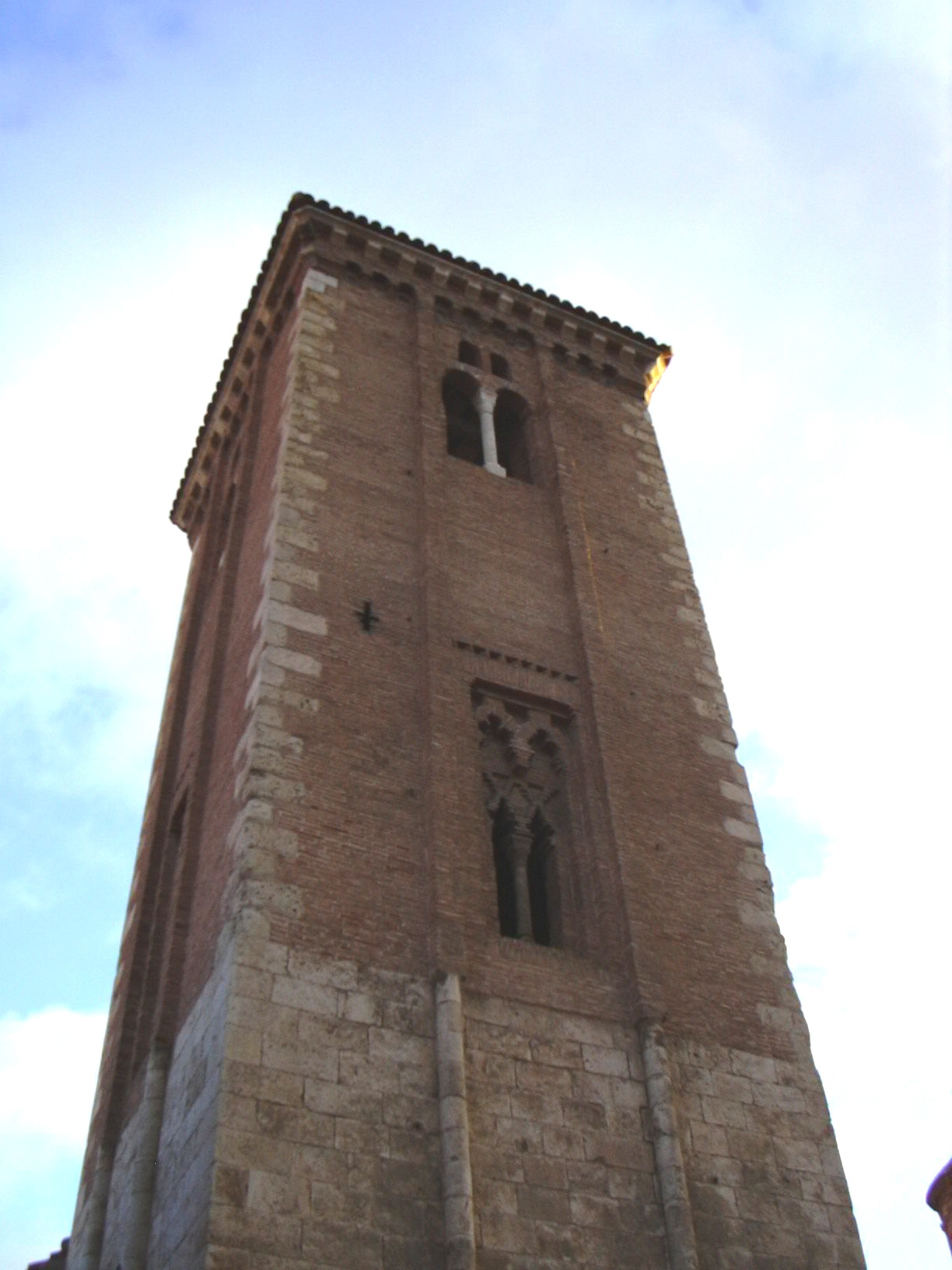
Дзвіниця церкви Санто-Домінго у стилі мудехар